# Aligot culblanc
L'aligot culblanc (Parabuteo leucorrhous) és una espècie d'ocell de la família dels accipítrids (Accipitridae). Habita boscos densos de les muntanyes d'Amèrica del Sud, des de Colòmbia i oest i nord de Veneçuela, cap al sud, a través de l'oest i est de l'Equador i el Perú fins a Bolívia, el Paraguai, sud del Brasil i nord de l'Argentina. El seu estat de conservació es considera de risc mínim.